# オメガ航法

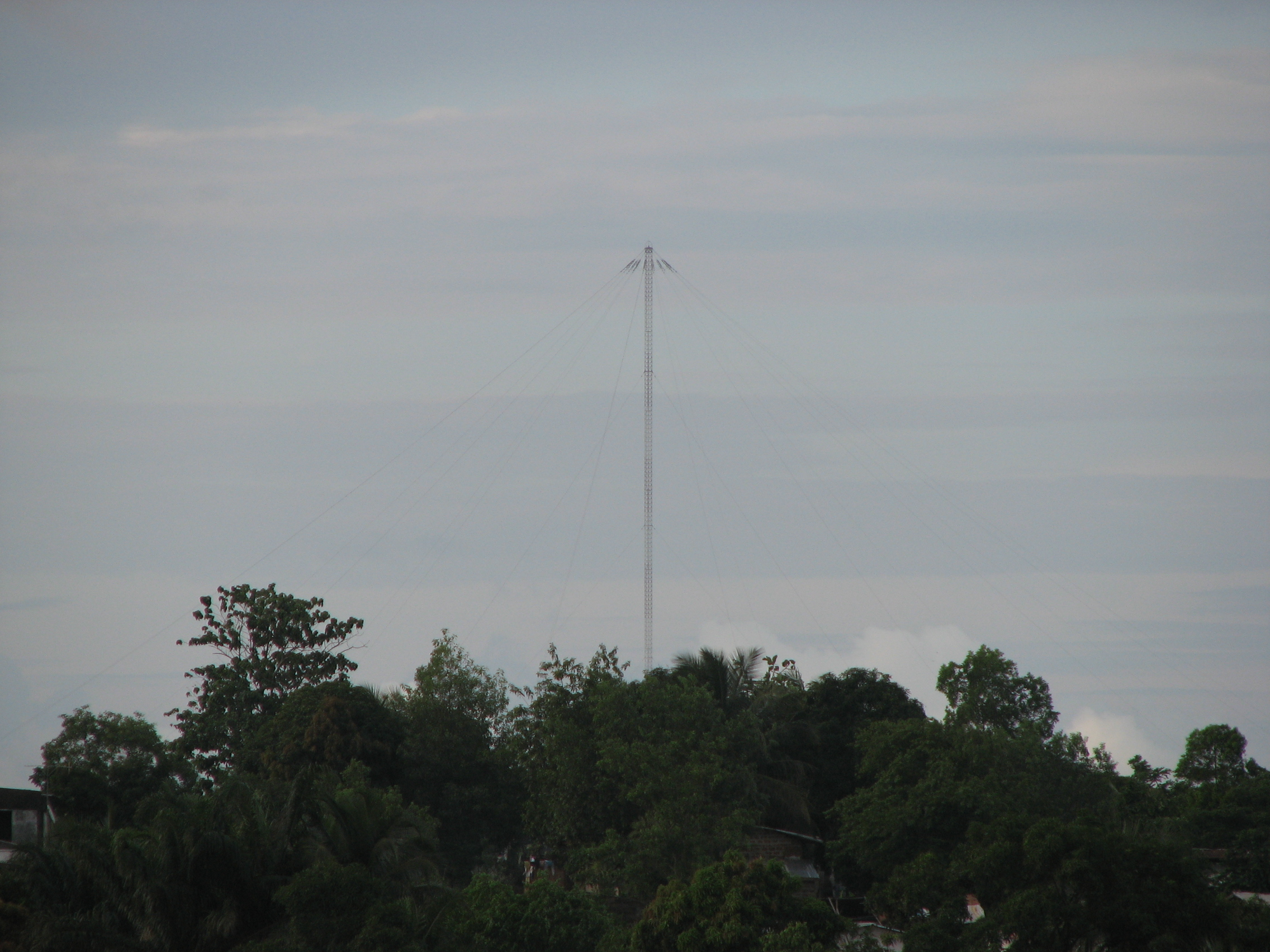
リベリアに残るオメガ塔。高さ426メートル。

オメガ航法（）は、地上系の電波航法システムの一つ。かつて船舶や航空機で利用されていた。オメガシステムとも呼ばれる。

## 概要
オメガはLORAN（ロラン）、デッカなどと同じく双曲線航法システムの一種である。地球上に配置された送信局からの電波の位相差を計測して送信局からの距離を求めている。2つの送信局からの距離から送信局を焦点とする双曲線を求め、そこで2つの送信局のいずれかと別の送信局からもうひとつの双曲線を求めた場合、2つの双曲線が交わる点が現在位置であると判明する。
オメガ航法の最大の特徴は使用周波数が10.2キロヘルツから13.6キロヘルツまでのいわゆる超長波 (VLF) を用いており電波到達距離が1万キロメートルと、LORANなど他の双曲線航法とくらべて格段に長い。このためわずか8つの送信局で地球上すべてをカバーでき、また双曲線の基線長も長くできるために高い精度が得られる。この8つの送信局をオメガ局と呼ぶ。
航空機では、2ヶ所の送信局からの電波の位相差を、オメガ航法装置に内蔵されたコンピュータが連続的に計算を行うことで、現在位置のほかに、航空機で予め設定された地理上の位置であるウエイ・ポイントまでの距離や時間、対地速度、飛行コースからのずれ、風向などの情報を知ることができる。
この方式は1950年代にアメリカ人ジョン・ピアース (John Alvin Pierce) によって提唱され、究極的な電波航法を意味するためにギリシア文字の最後の一文字 Ω を取って オメガ電波航法 (OMEGA radio navigation system) と名付けられた。

## 運用の終焉とその後
衛星系の電波航法システムであるGPSの民間への普及に伴い、1997年9月30日に全送信局が航法電波送信局としての運用を停止したため、現在は利用されていない。その後、米国ノースダコタ州ラムーア郡などいくつかの送信局は、電波でも海面下数十メートルまで到達可能な超長波 (VLF) の特性に着目し、海中を行動する潜水艦との軍用通信に使用されている。

## オメガ局の運用

### オメガ局一覧
オメガは地球上の8つのオメガ局の任意の組み合わせによって測位を行うシステムであった。アメリカ合衆国を中心に、西側各国に無線局が配置されていた。
| ステーション | オメガ局                                      | 運用機関           | 運用期間とその後 |
| ------------ | --------------------------------------------- | ------------------ | --- |
| A            | ブラットランド （ノルウェー、ヌールラン県）   | ノルウェー通信局   | 2002年撤去 |
| B            | トリニダード島 （トリニダード・トバゴ）       | ?                  | 運用は1976年にペインズヴィルに移行、建物の一部が現存している。                                                           |
| B            | ペインズヴィル （リベリア、モンロビア）       | 商業産業交通省     | 1976年 - 1997年。1997年運用停止。1410フィート（約430メートル）。 内戦後の2011年5月にアメリカ沿岸警備隊の援助により解体。 |
| C            | カネオヘ （アメリカ、ハワイ州）               | アメリカ沿岸警備隊 | 1987年に施設とそこへの遊歩道が閉鎖されたが、 2006年に復旧工事が行われ、現在公開に向け整備中                              |
| D            | ラムーア郡 （アメリカ、ノースダコタ州）       | アメリカ沿岸警備隊 | 現在米海軍がVLF施設として運用中                                                                                          |
| E            | シャブリエール （フランス、レユニオン）       | フランス海軍       | 1976年 - 1999年。1999年解体                                                                                              |
| F            | トレリュー （アルゼンチン、チュブ州）         | アルゼンチン海軍   | 1998年解体 |
| G            | ウッドサイト （オーストラリア、ビクトリア州） | 運輸省沿岸局       | オメガ航法の運用停止後、2008年まで他の通信に使われていたが、 2015年に解体された。                                        |
| H            | 対馬 （日本、長崎県上対馬町舟志（）湾）       | 海上保安庁         | 1975年運用開始、1997年閉局。1999年に解体され、 跡地はタワーの一部を保存し公園として整備されている。                      |

### 対馬オメガ局

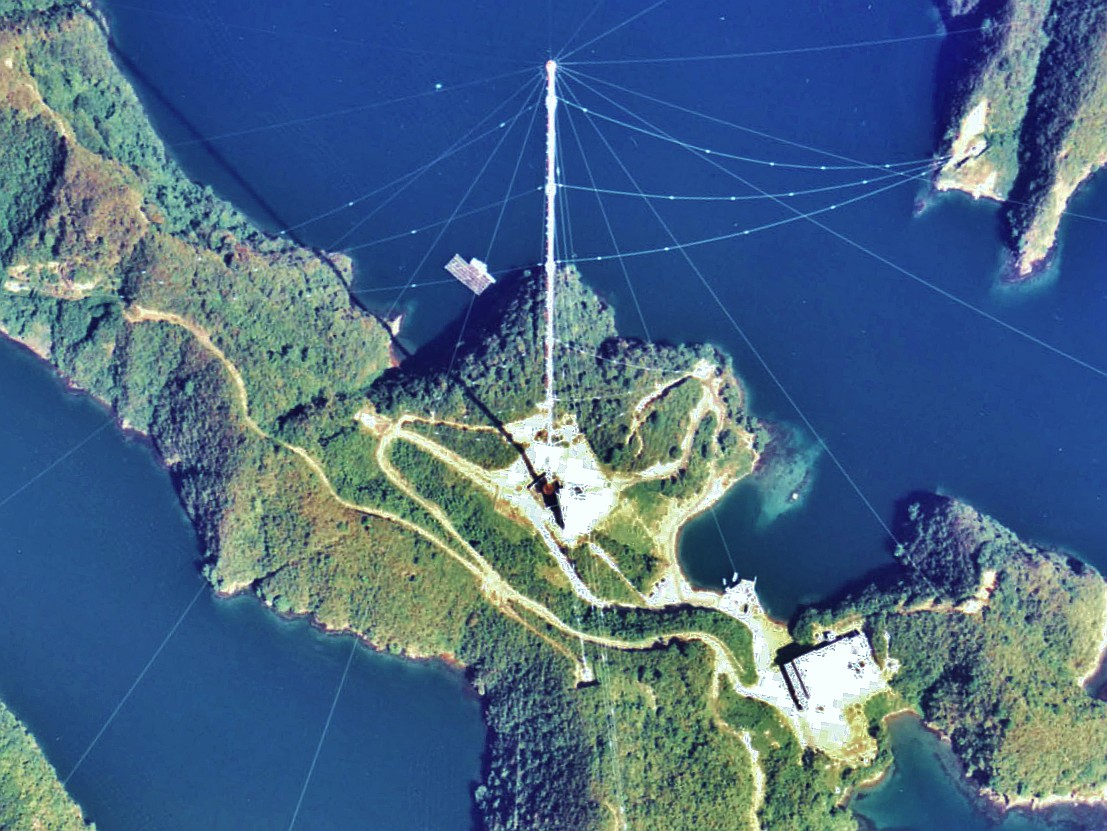
対馬オメガ局
（1977年度撮影）。

日本は長崎県上県郡上対馬町大増（現・対馬市上対馬町大増）に電波塔（鉄塔）を設置してオメガシステムに参加。海上保安庁が管理していた。単にオメガ塔とも呼ばれた。1975年に完成し、1997年9月30日まで運用された。1999年1月に塔の解体が行われた。現存時の高さは地上454.830メートルで、かつては現存・過去含め日本一高い建築物であったが、2010年9月11日に東京スカイツリーが461メートルの高さに達したことで、現存・過去含め日本の建築物史上高さ日本一の座を明け渡した。